# 拉霍亚
拉霍亚（La Jolla，/lə ˈhɔɪə/ lə HOY-ə, 西班牙語發音：[la ˈxoʝa]）是一个富裕、多山的海滨度假胜地社区，占地7英里（11），位于南加州圣迭戈市北部，沿太平洋弯曲的海岸线。拉霍亚在2008年和2009年的房价在全美国最高，平均价格为184.2万美元（2008年）和212.5万美元（2009年）。2004年人口估计值42,808 。拉霍亚三面环绕着峭壁和海滩，位于圣迭戈市中心以北12英里（19），橙縣以南40英里（64），气候温和，平均70.5华氏度（21.4 ° C）。 
著名的加州大學聖地牙哥分校位于拉霍亚。